# Gieorgij Grammatikopuło
Gieorgij Sawwicz Grammatikopuło, ros. Георгий Саввич Грамматикопуло, gr. Γιώργος Γραμματικόπουλος (ur. 7 marca 1930 w abchaskim mieście Suchumi, Zakaukaska FSRR, ZSRR, zm. w kwietniu 1992, Gruzja) – radziecki piłkarz pochodzenia greckiego, grający na pozycji napastnika, trener piłkarski.

## Kariera piłkarska

### Kariera klubowa
W 1949 roku rozpoczął karierę piłkarską w klubie Dinamo Tbilisi, a w 1951 roku przeniósł się do Spartaki Tbilisi. W 1952 został piłkarzem Dinama Leningrad. W 1954 roku przeszedł do Dynama Kijów, w którym występował przez 5 lat. W 1960 powrócił na rok Dinama Tbilisi, a potem bronił barw klubu Rica/Dinamo Suchumi, w którym występował do zakończenia kariery piłkarskiej w 1962.

## Kariera trenerska
Po zakończeniu kariery piłkarskiej rozpoczął pracę szkoleniową. W 1970 pomagał trenować Torpedo Kutaisi. Od 1972 do 1973 prowadził Dinamo Suchumi. Potem w 1977 i 1988-1989 pracował na stanowisku dyrektora w Dinamo Suchumi.
Zmarł w kwietniu 1992.

## Sukcesy i odznaczenia

### Sukcesy klubowe
- brązowy medalista mistrzostw ZSRR: 1950

### Odznaczenia
- tytuł Mistrza Sportu ZSRR: 1969
- tytuł Zasłużonego Trenera Gruzińskiej SRR: 1977